# Mestocharella indica
Mestocharella indica är en stekelart som beskrevs av Jaikishan Singh och Muhammad Sharif Khan 1995. Mestocharella indica ingår i släktet Mestocharella och familjen finglanssteklar. Inga underarter finns listade i Catalogue of Life.